# Shakhrihon
Shakhrihon (in cirillico Шаҳрихон) è il capoluogo del distretto di Shakhrihon nella regione di Andijan, in Uzbekistan. Si trova nella valle di Fergana. Precedentemente la città si chiamava Сталино (Stalino) e poi fino al 1970 Московский (Moskovskij).